# Гандбол на літніх Олімпійських іграх 1980
Гандбол на літніх Олімпійських іграх 1980 був представлений у 2 турнірах — чоловічому та жіночому. Змагання проводились на двох стадіонах: у Палаці спорту Сокільники (центральна частина м. Москва) і в Палаці спорту Динамо в Хімках (північно-східна частина Москви). Турнір почалося 20 липня і завершився 30 липня. Всього 100 493 глядачів спостерігали за 51 матчем.

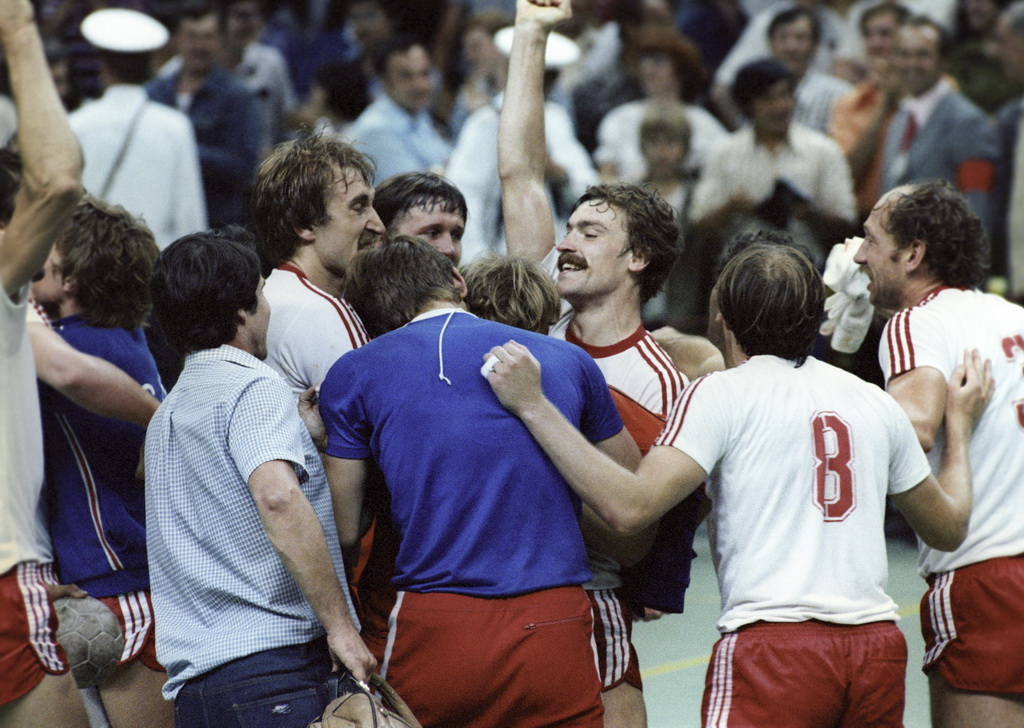
Чоловіча збірна СРСР святкує перемогу над Югославією.

У складі жіночої команди СРСР з гандболу, що перемогла на Олімпійських іграх 10 з 14 гандболісток були з України. Головний тренер — Ігор Турчин.
В складі чоловічої збірної було 4 українських спортсменів. Головний тренер — Анатолій Євтушенко.

## Чоловічий турнір
У чоловічому турнірі команди були розділені на 2 групи по 6 команд, після чого переможці груп зустрічалися у фінальному матчі, а команди, що зайняли другі місця — в матчі за третє місце і т. д.
З групи A переможцем вийшла збірна НДР, у групі Б збірна СРСР, що лише завдяки кращій різниці м'ячів в особистих зустрічах зуміла випередити збірні Румунії та Югославії. У фінальному матчі олімпійські чемпіони 1976 гандболісти збірної СРСР досить несподівано поступилися східнонімецьким спортсменам в овертаймі з рахунком 22-23.

Матч за 11 місце 
Куба — Кувейт 32:24

за 9 місце 
Данія — Алжир 28:20

за 7 місце 
Польща — Швейцарія 23:22

за 5 місце 
Іспанія — Югославія 24:23

за 3 місце
Румунія — Угорщина 20:18

Фінал

| ГДР — СССР | 23:22 |

| Золото | Срібло | Бронза |
| НДР (GDR)Hans-Georg Beyer Lothar Doering Günter Dreibrodt Ernst Gerlach Klaus Gruner Rainer Höft Hans-Georg Jaunich Hartmut Krüger Peter Rost Dietmar Schmidt Wieland Schmidt Siegfried Voigt Frank-Michael Wahl Ingolf Wiegert | СРСР (URS)Олександр Анпілогов (Грузія) Володимир Бєлов (Росія) Євген Чернишов Анатолій Федякін Михайло Іщенко (Україна) Олександр Каршакевич (Білорусь) Юрій Кідяєв (Росія) Володимир Кравцов Сергій Кушнірюк (Україна) Віктор Махорін (Росія) Вольдемарас Новицькіс (Литва) Володимир Репєв Микола Томін (Україна) Олексій Жук | Румунія (ROU)Ştefan Birtalan Iosif Boroş Adrian Cosma Cezar Drăgăniṭă Marian Dumitru Cornel Durău Alexandru Fölker Claudiu Ionescu Nicolae Munteanu Vasile Stîngă Lucian Vasilache Neculai Vasilcă Radu Voina Maricel Voinea |

## Жіночий турнір

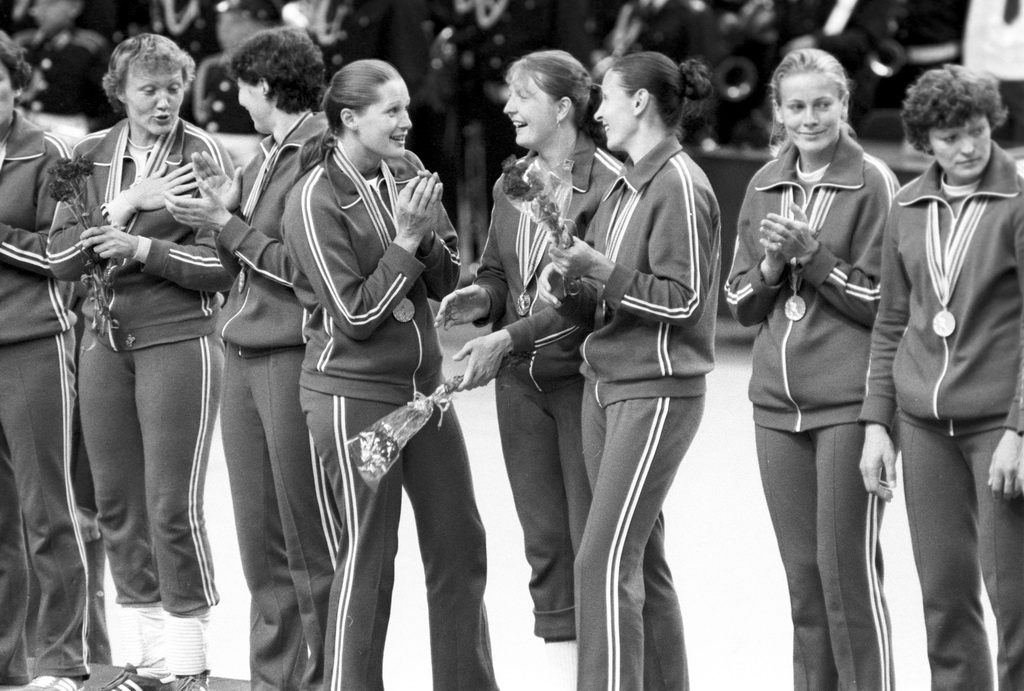
В жіночій збірній СРСР більшість складали українки.

У жіночому турнірі, що пройшов за одноколовою системою, збірна СРСР, більшість в якій складали українські спортсменки, не зустріла особливого опору. Всі 5 матчів були виграні з перевагою мінімум 4 м'ячі.
| Золото | Срібло | Бронза |
| СРСР (URS)Лариса Карлова (Україна) Тетяна Кочергіна (Україна) Валентина Лутаєва (Україна) Наталія Лук'яненко (Україна) Алдона Ненеієне (Литва) Любов Одинокова (Україна) Ірина Пальчикова (Україна) Людмила Порадник (Україна) Юлія Сафіна (Росія) Лариса Савкіна (Азербайджан) Сігіта Стречен (Литва) Наталія Тимошкіна (Україна) Зинаїда Турчина (Україна) Ольга Зубарева (Україна) | Югославія (YUG)Світлана Анастасовська Мірьяна Дукіка Радміла Дрляча Катіка Ілеш Славіка Яреміч Світлана Кітіч Ясна Мердан Весна Мілошевіч Мірьяна Огнєновіч Весна Радовіч Радміла Савіч ана Тітліч Бісерка Вішніч Зоріка Воїновіч | НДР (GDR)Birgit Heinecke Roswitha Krause Waltraud Kretzschmar Katrin Krüger Kornelia Kunisch Evelyn Matz Kristina Richter Christina Rost Sabine Röther Renate Rudolph Marion Tietz Petra Uhlig Claudia Wunderlich Hannelore Zober |